# Al-Manszúr Uszmán egyiptomi szultán
Al-Manszúr Uszmán, azaz Fahr ad-Dín Abú sz-Szaádát Uszmán ibn az-Záhir Dzsakmak (1435 k. – ?) az-Záhir Csakmak fia, az egyiptomi burdzsí (cserkesz) mamlúkok tizenkettedol szultánja volt (uralkodott 1453 februárjától áprilisig). Teljes titulusa al-Malik al-Manszúr, melynek jelentése „az [Isten által] megsegített király”.
1453. február 13-án bekövetkező halála előtt néhány nappal az öreg Dzsakmak (Csakmak) szultán úgy próbálta biztosítani fia, a tizennyolc esztendős Uszmán öröklését, hogy lemondott a javára. Bár Uszmán már felnőtt volt, szilárd bázis híján képtelen volt megtartani hatalmát: Barkúk egy igen öreg mamlúkja, Ínál al-Aláí atabég kevesebb mint két hónap után megbuktatta, és átvette tőle a hatalmat.